# ألبرت كليري
ألبرت كليري (بالإنجليزية: Albert Cleary)‏ هو عسكري أسترالي، ولد في 16 يونيو 1919 في غيلونغ في أستراليا، وتوفي في 20 مارس 1945 في سانداكان في ماليزيا.